# James Watson (Politiker)

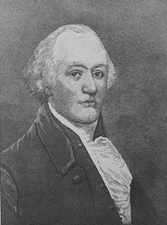
James Watson

James Watson (* 6. April 1750 in Woodbury, Colony of Connecticut; † 15. Mai 1806 in New York City) war ein US-amerikanischer Politiker (Föderalistische Partei), der den Bundesstaat New York im US-Senat vertrat.
Nach seiner Schulausbildung besuchte James Watson das Yale College, wo er 1776 seinen Abschluss machte. Danach stand er ein Jahr lang in Militärdiensten, ehe er die Rechtswissenschaften studierte, in die Anwaltskammer aufgenommen wurde und als Jurist zu praktizieren begann. 1780 berief ihn die Staatslegislative zum Versorgungsbeauftragten der Connecticut Line, einer Untergruppierung der Kontinentalarmee. Nach seinem Umzug nach New York im Jahr 1786 war Watson dort im kaufmännischen Bereich tätig.
In seiner neuen Heimat betätigte er sich dann auch politisch. 1791 wurde er erstmals Abgeordneter der New York State Assembly; zwischen 1794 und 1796 gehörte er dem Repräsentantenhaus des Staates dann erneut an, wobei er 1794 als dessen Speaker fungierte. Eine Amtszeit im Senat von New York schloss sich von 1796 bis 1798 an. Von 1795 bis 1806 saß Watson im Leitungsgremium (Board of Regents) der New York University.
Nach dem Rücktritt von US-Senator John Sloss Hobart wurde James Watson als dessen Nachfolger in den Kongress gewählt, wo er vom 17. August 1798 bis zum 19. März 1800 verblieb. Dann trat er ebenfalls zurück, um der Berufung zum Marineoffizier durch US-Präsident John Adams zu folgen. 1801 bewarb er sich dann noch vergeblich um den Posten des Vizegouverneurs von New York. Weitere politische Ämter bekleidete Watson nicht mehr. Er war noch Mitglied der Society of the Cincinnati und Mitbegründer sowie von 1805 bis zu seinem Tod im folgenden Jahr erster Präsident der New England Society of New York.